# Сутин (Минская область)
Су́тин (бел. Су́цін) — деревня в Пуховичском районе Минской области Белоруссии. В составе Блужского сельсовета.

## История
Впервые Сутин упоминается в документе «Інвентарнае апісанне маёнтка Свіслач», датированном 1560 годом.
Шляхта Сутина принимала активное участие в восстании 1863 года.
Согласно переписи населения 1897 года, в Сутине был 41 двор, проживало 96 мужчин и 99 женщин. В той же переписи упоминается «аколіца Суцін», в которой было 88 дворов, проживало 430 мужчин и 441 женщина.
Согласно переписи населения 2002 года, в Сутине 225 дворов и 461 житель.
Ранее административный центр Сутинского сельсовета.

## Происхождение названия
Название деревни происходит от фамилии Сутин. По легенде, купец Шлёмка Сутин стал рубить лес на продажу. Поскольку край был лесистый, то на месте вырубленного леса достаточно скоро появился населённый пункт, который и получил название Сутин.

## Интересные факты
К Сутину была присоединена деревня под названием «Залог Пятилетки». При этом в справочнике «Назвы населеных пунктаў Рэспублікі Беларусь. Мінская вобласць» 2003 года выпуска деревня «Залог Пятилетки» указана как существующая.

## Галерея

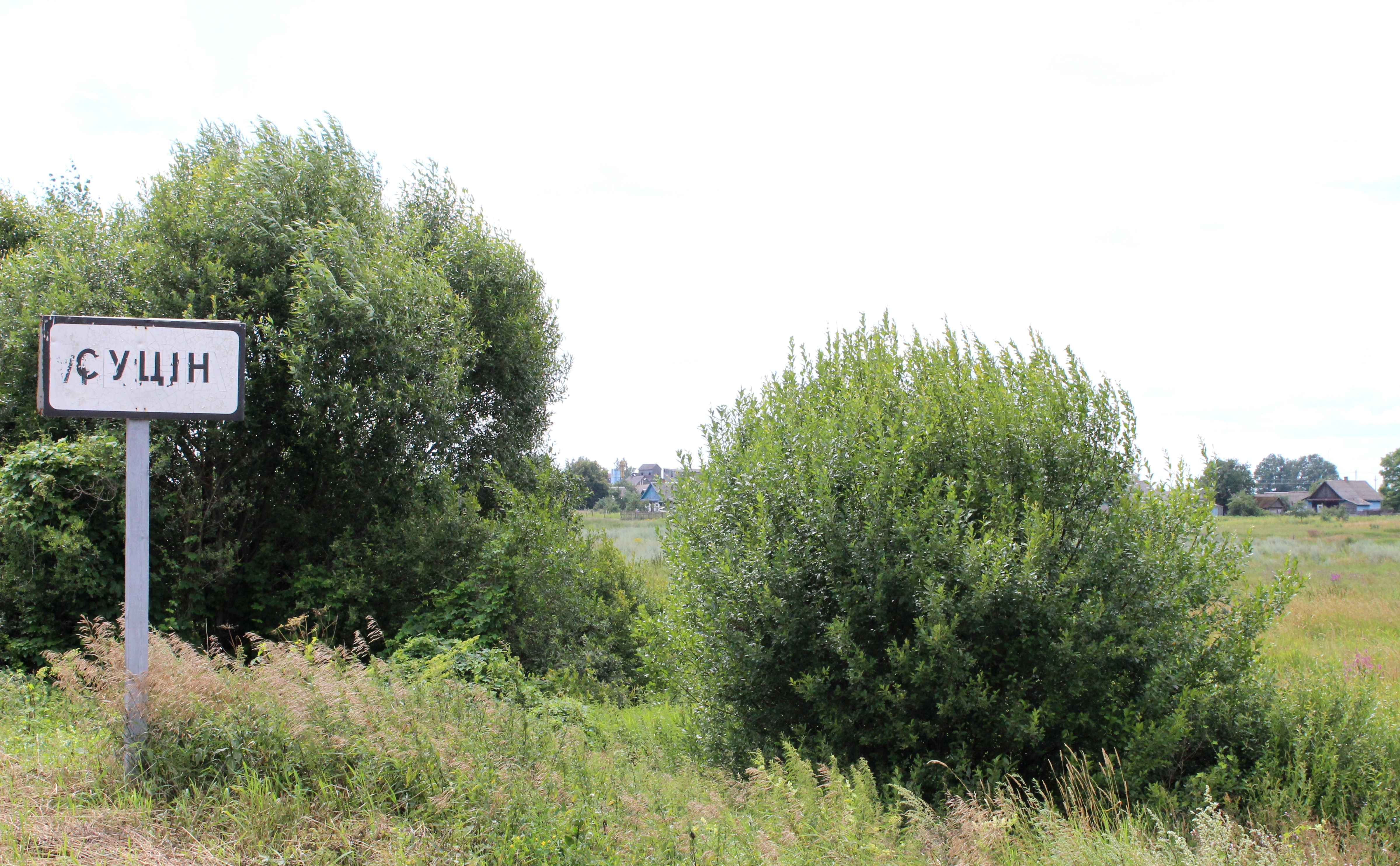
Деревня Сутин
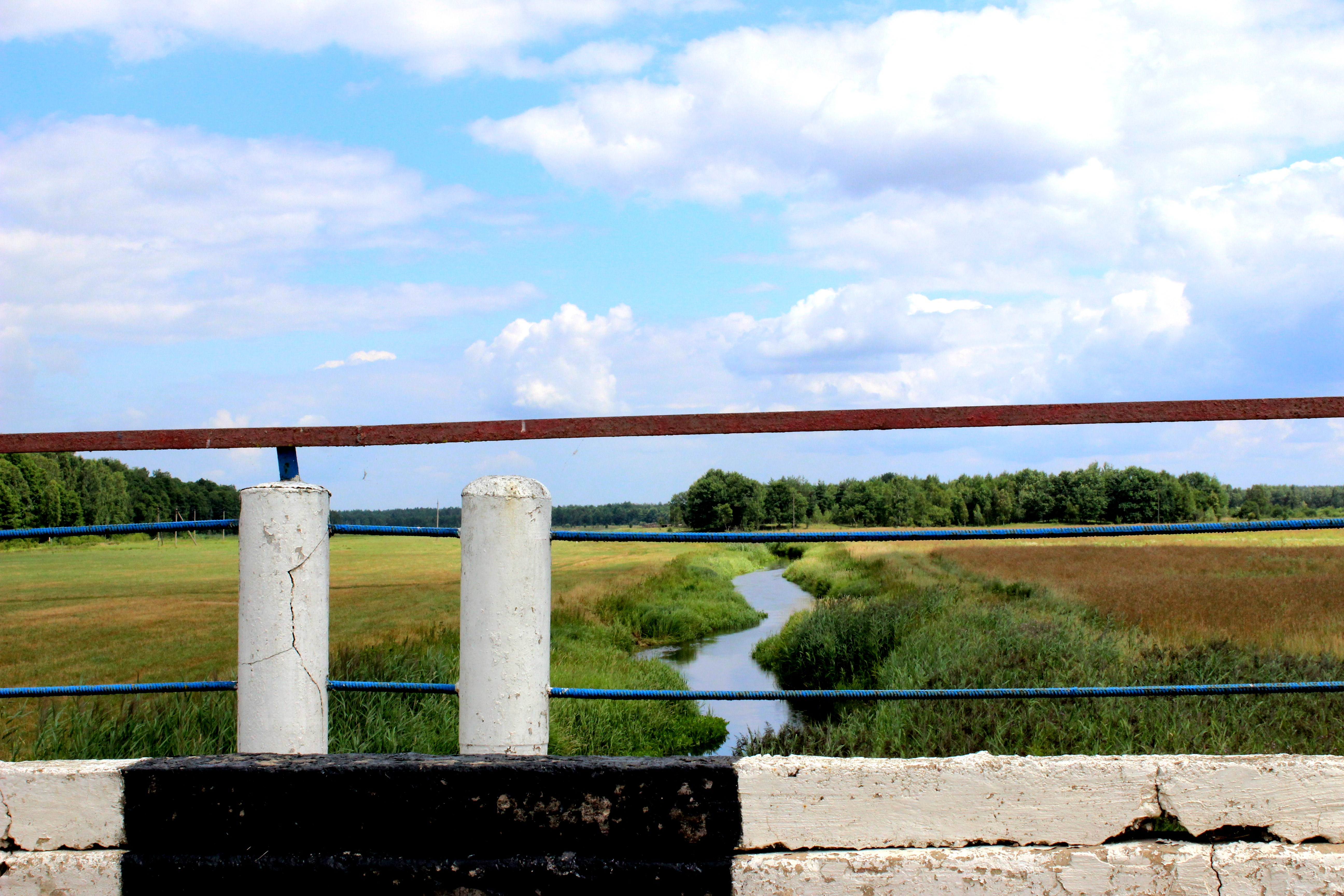
Мост через реку Таль
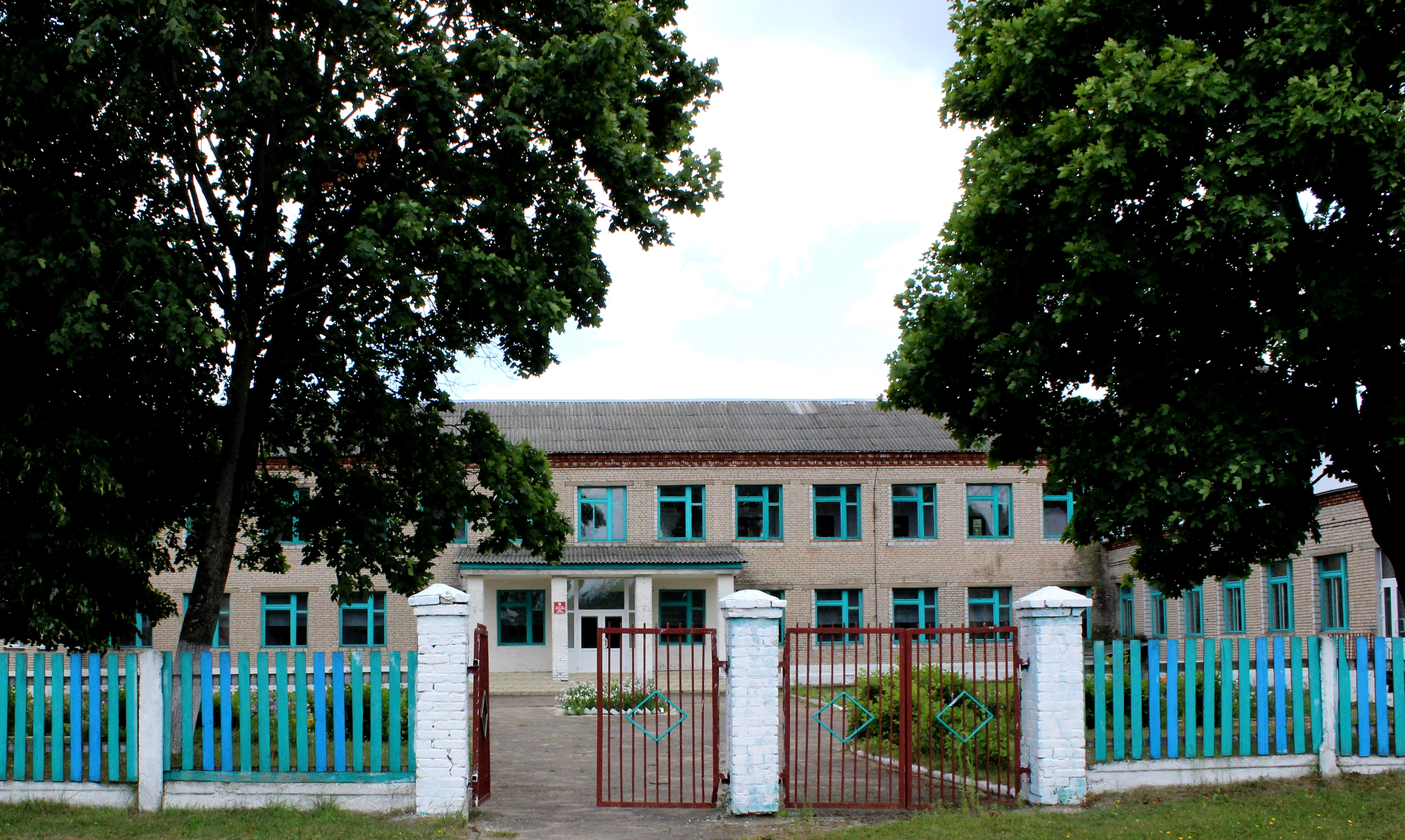
Сельская школа
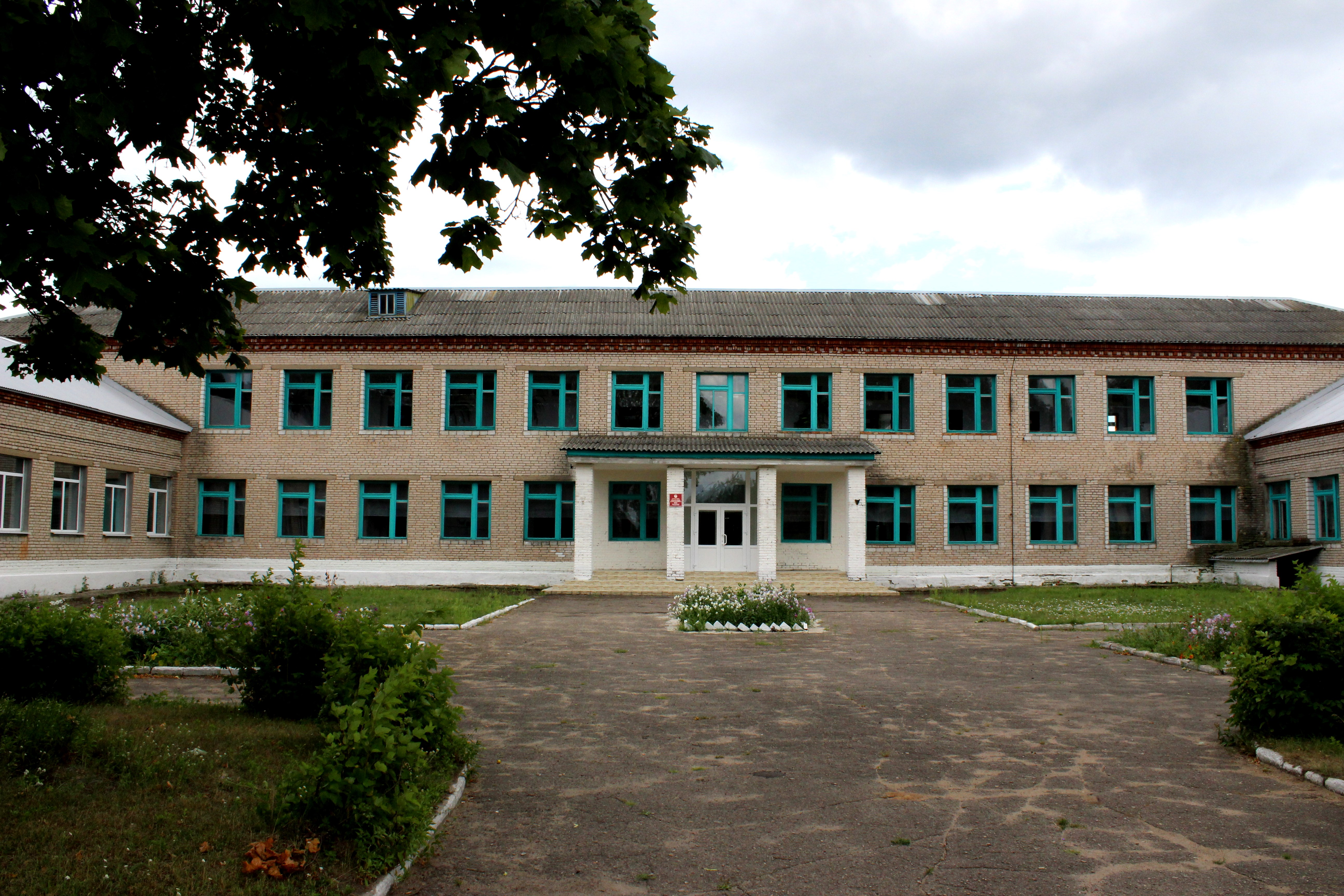
Сельская школа
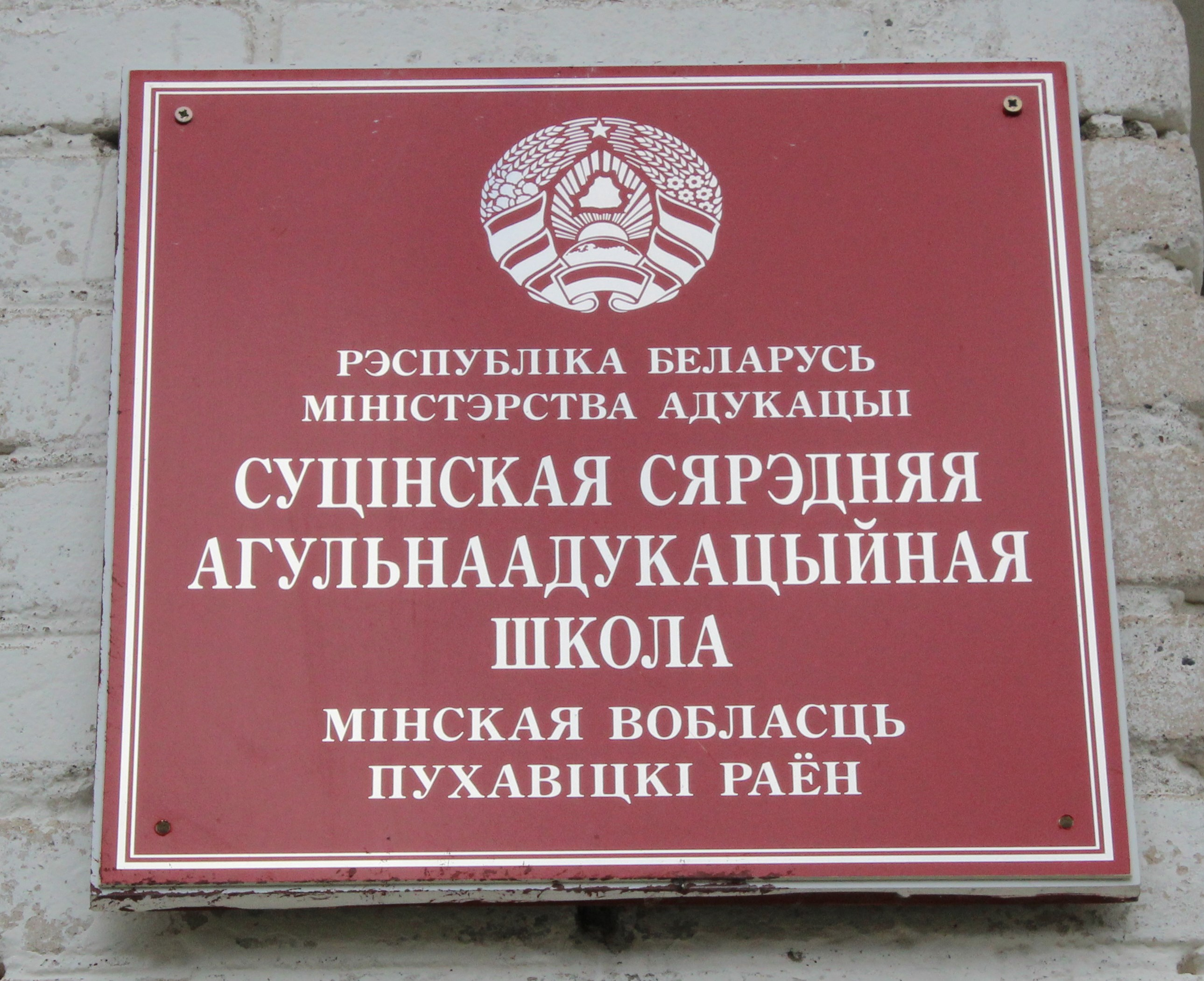
Сельская школа